# نظام المعلومات الآلي
نظام المعلومات الآلي (بالإنجليزية: Automated information system)‏ أو اختصارا (AIS) هو مجمع من المكونات الإلكترونية المادية والبرمجية والبرامج الثابتة التي تتحد مع بعضها البعض لتؤدي وظيفة معينة متعلقة بالبيانات، مثل الاتصال والمعالجة والنقل والحساب والتخزين، وتتضمن هذه الأنظمة الحواسب الآلية، وأنظمة معالجة الكلمات، والشبكات، وغيرها من أنظمة التعامل مع البيانات الإلكترونية، والمعدات المصاحبة لذلك.
يعتبر نظام إدارة المعلومات نموذج شائع لنظام المعلومات الآلي.